# Phare de la Grande Cayemite
Le phare de la Grande Cayemite est un phare actif situé sur l'île de la Grande Cayemite, dans le département de Grand'Anse à Haïti, en mer des Caraïbes.

## Histoire
Les Cayemites sont deux îles situées au nord du golfe de la Gonâve
La station de signalisation maritime a été établie en 1925. Le phare actuel est situé à le pointe nord de l'île.
 

## Description
Ce phare  est une tour quadrangulaire métallique à claire-voie, avec une galerie et une petite lanterne de 13 m de haut. La tour est peinte en blanc avec une lanterne rouge. Il émet, à une hauteur focale de 16,5 m,un bref éclat blanc de 0.3 seconde par période de 0.6 secondes. Sa portée est de 12 milles nautiques (environ 22 km).
Identifiant : Amirauté : J5380 - NGA : 110-14164.
|               |
| Les Cayemites |

## Caractéristique dufeu maritime
Fréquence : 0.6 seconde (W)
- Lumière : 0.3 seconde
- Obscurité :0.3 seconde

### Lien connexe
- Liste des phares d'Haïti